# Samuel Loyd
Samuel Loyd (* 30. Januar 1841 in Philadelphia, Pennsylvania, USA; † 10. April 1911 in New York) war Amerikas berühmtester Spiele-Erfinder und Rätselspezialist.

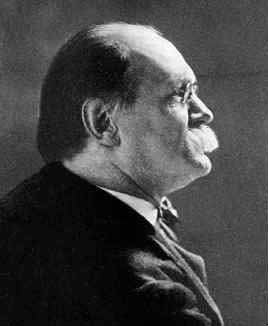
Samuel Loyd

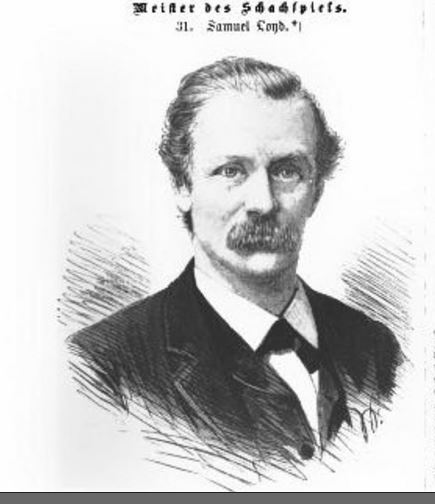
Samuel Loyd 1886

Loyd war ein guter Schachspieler und nahm unter anderem am internationalen Turnier anlässlich der Weltausstellung in Paris 1867 teil. Seine beste historische Elo-Zahl war 2445 im Juli 1870, damit lag er auf Platz 16 der Weltrangliste.
Einen bleibenden Namen machte er sich jedoch vor allem als Komponist von Schachaufgaben, die er in Fachzeitschriften veröffentlichte. Das Interesse daran erwuchs nach eigenen Angaben bereits im Alter von zehn Jahren. Auch einige Studien komponierte er, unter anderem ein Endspiel zum Thema Bauern gegen Läufer. Gelegentlich benutzte er die Pseudonyme W. K. Bishop, Samuel Chapman, W. Christy, G. R. L. of Keyport, H. F. V. of Jersey City, H. F. V. of N. Y., Master Louis Keocker, W(illiam) King, A. Knight of Castleton Vt, M. R. of Cincinnati, Miss Clara S—r, T. P. C. of N. Y., W. H. of Philadelphia oder W. W. of Richmond Va.
Nach 1870 verlor er allmählich das Interesse am Schachspiel und widmete sich von nun an dem Erfinden mathematischer Denkspiele und origineller Werbegeschenke.

## Der Excelsior
Loyd legte in seinen Schachkompositionen großen Wert auf überraschende Schlüsselzüge. Die nachfolgende Aufgabe, die erstmals in der Zeitung London Era vom 13. Januar 1861 abgedruckt wurde, hat er nach eigenen Angaben als 17-Jähriger 1858 in den Morphy Chess Rooms in New York komponiert. Es habe sich um eine Wette um ein Essen gehandelt. Ein gewisser Dennis Julien habe damals immer darauf gewettet, bei jedem Schachproblem von vornherein den mattsetzenden Stein bestimmen zu können. Loyd habe daraufhin angeboten, ein Problem zu bauen, bei dem Julien nur angeben müsse, welcher Stein nicht mattsetzen werde. „Sofort zeigte er auf den Bauern b2 als den unwahrscheinlichsten Stein.“
Das Thema, bei dem sich ein Bauer aus der Grundstellung heraus umwandelt, nennt man in der Schachkomposition Excelsior nach Henry Wadsworth Longfellows gleichnamigem Gedicht, dessen Titel Loyd als Motto beigefügt hatte. Das Gedicht handelt von einem Jüngling („youth“), der, ein Banner mit der Aufschrift Excelsior („Höher!“) mit sich führend, unaufhaltsam in die verschneiten Alpen vordringt und dabei den Tod findet. Diese Apotheose des aufstrebenden Jünglings übertrug Loyd auf den unaufhaltsam vordringenden Bauern.
|   | a | b | c | d | e | f | g | h |   |
| 8 |   |   |   |   |   |   |   |   | 8 |
| 7 |   |   |   |   |   |   |   |   | 7 |
| 6 |   |   |   |   |   |   |   |   | 6 |
| 5 |   |   |   |   |   |   |   |   | 5 |
| 4 |   |   |   |   |   |   |   |   | 4 |
| 3 |   |   |   |   |   |   |   |   | 3 |
| 2 |   |   |   |   |   |   |   |   | 2 |
| 1 |   |   |   |   |   |   |   |   | 1 |
|   | a | b | c | d | e | f | g | h |   |

Lösung:

Weiß möchte gerne mittels Td5 bzw. Tf5 nebst Td1 bzw. Tf1 mattsetzen. Sofort scheitert dies allerdings an der schwarzen Parade Tc5, da der weiße Turm gefesselt würde. Daher spielt Weiß 1. b2–b4, um das Feld c5 unter Kontrolle zu nehmen. Schwarz ist gezwungen, seinen Turm zu opfern: 1. … Tc8–c5 2. b4xc5. Nun droht Matt durch Tb1, daher verhindert Schwarz dies durch 2. … a3–a2. Nach 3. c5–c6 droht wieder 4. Td5 oder Tf5 mit Grundreihenmatt. Die einzige Möglichkeit, dieses Matt hinauszuzögern, ist 3. … Ld8–c7, um den Läufer noch auf f4 (oder nach Td5 Lxg3 Td1+ auf e1) dazwischenzustellen. Damit wird dem schwarzen Eckspringer jedoch das letzte Feld genommen. Es folgt 4. c6xb7, und auf einen beliebigen schwarzen Zug setzt 5. b7xa8D oder b7xa8L matt.

## Der Loyd-Turton
Durch die Idee des Turton angeregt, versuchte Loyd, Turtons Manöver auch umgekehrt darzustellen. Es geht dabei darum, die stärkere Figur (hier: die Dame) auf einer Linie über einen Schnittpunkt zurückzustoßen, damit die schwächere (hier: der Läufer) davor platziert werden kann. Der nach Loyd benannte Loyd-Turton ist konstruktiv erheblich schwieriger darzustellen als der „klassische“ Turton, weil die schwächere Figur gewöhnlich kein Matt drohen kann. Die Erstdarstellung:
|   | a | b | c | d | e | f | g | h |   |
| 8 |   |   |   |   |   |   |   |   | 8 |
| 7 |   |   |   |   |   |   |   |   | 7 |
| 6 |   |   |   |   |   |   |   |   | 6 |
| 5 |   |   |   |   |   |   |   |   | 5 |
| 4 |   |   |   |   |   |   |   |   | 4 |
| 3 |   |   |   |   |   |   |   |   | 3 |
| 2 |   |   |   |   |   |   |   |   | 2 |
| 1 |   |   |   |   |   |   |   |   | 1 |
|   | a | b | c | d | e | f | g | h |   |

Lösung:

1. Dg1! die stärkere Figur überschreitet den Schnittpunkt f2 kritisch.
Es droht nun 2. Lf2! 3. Lxb6 4. Dc5 matt.

1. … Kd5 2. Sb4 matt.

1. … beliebig 2. Lf2 Kd5 3. Lxb6 Kxe5 4. Dd4 matt.

## Wetten mit Steinitz
|   | a | b | c | d | e | f | g | h |   |
| 8 |   |   |   |   |   |   |   |   | 8 |
| 7 |   |   |   |   |   |   |   |   | 7 |
| 6 |   |   |   |   |   |   |   |   | 6 |
| 5 |   |   |   |   |   |   |   |   | 5 |
| 4 |   |   |   |   |   |   |   |   | 4 |
| 3 |   |   |   |   |   |   |   |   | 3 |
| 2 |   |   |   |   |   |   |   |   | 2 |
| 1 |   |   |   |   |   |   |   |   | 1 |
|   | a | b | c | d | e | f | g | h |   |

Im Mai 1885 erzählte Loyd im New York Evening Telegram, er habe mit dem Schachweltmeister Wilhelm Steinitz gewettet, dass er schneller ein Schachproblem komponieren als Steinitz die Lösung finden könne. Dieser habe akzeptiert und gewonnen, indem er einen von Loyd innerhalb von zehn Minuten komponierten Dreizüger in fünf Minuten gelöst habe. Doch Loyd revanchierte sich mit dem nebenstehenden „Stuck-Steinitz“-Problem.
Loyd sandte dieses Problem für ein Lösungsturnier des Mirror of American Sports ein, den sein Freund K. D. Peterson herausgab. Im Begleitschreiben, das zusammen mit der Lösung im November 1885 veröffentlicht wurde, schrieb Loyd: „Es gibt einen guten Witz dazu, der durchsickern wird. … Ich hab das Problem gestern gebaut und Steinitz eine Wette angeboten, dass er es nicht lösen werde. Nach einer halben Stunde sagte er, er habe die Lösung gefunden. Ich bat ihn, die Lösung niederzuschreiben. Das tat er, und ich forderte ihn auf, sie noch einmal sorgfältig zu prüfen, weil er bei jedem Fehler seine Wette verlieren würde. Er wandte noch einmal fünf Minuten auf und sagte dann, er stehe zu seiner Lösung. … Vielleicht veröffentlichen Sie es unter dem Motto ‘S.S.’; ‘Stuck Steinitz’.“
Steinitz hatte als Lösung die weißen Züge 1. f4 2. Lf8 3. Lxg7 4. Lxf6 bei beliebigen schwarzen Gegenzügen angegeben. Doch nach 1. f4 Lh1! 2. Lf8 g2! 3. Lxg7 ist Schwarz patt! Dieses Verteidigungsmanöver, Selbsteinsperrung eines Läufers zwecks Patt, wird als Kombination Kling bezeichnet, nach Josef Kling. Die Autorlösung: 1. f4 Lh1! 2. b3! (droht 3. Sf5 matt) g6 3. Le7 und 4. Lxf6 matt; 2. … Le4 3. Sb5 matt. Bereits 1885 wurde ein Dual im zweiten Zug entdeckt: Es geht auch 1. f4 Lh1 2. Lb8! (droht 3. Lxa7 4. Lxb6 matt) g5 (um auf 3. Lxa7 mit gxf4 das Feld e5 freizukämpfen) 3. b3 4. Sf5 matt.

## Loyd als Schachspieler
|   | a | b | c | d | e | f | g | h |   |
| 8 |   |   |   |   |   |   |   |   | 8 |
| 7 |   |   |   |   |   |   |   |   | 7 |
| 6 |   |   |   |   |   |   |   |   | 6 |
| 5 |   |   |   |   |   |   |   |   | 5 |
| 4 |   |   |   |   |   |   |   |   | 4 |
| 3 |   |   |   |   |   |   |   |   | 3 |
| 2 |   |   |   |   |   |   |   |   | 2 |
| 1 |   |   |   |   |   |   |   |   | 1 |
|   | a | b | c | d | e | f | g | h |   |

In seiner Partie gegen Celso Golmayo im Turnier von Paris 1867 bewies Loyd, dass er auch im Partieschach nach ästhetisch ansprechenden kombinatorischen Lösungen suchte. Er spielte in der Diagrammstellung das überraschende Turmopfer 29. … Ta2–a1+. Es folgte 30. Ta3xa1 Dd8–g5+ 31. Kc1–b1 (erzwungen, denn auf Kd1 folgt sofortiges Matt durch Dd2) Sf3–d2+ 32. Kb1–c1 Sd2–b3+ (Doppelschach) 33. Kc1–b1 Dg5–c1+ (Damenopfer) 34. Th1xc1 (Weiß verliert angesichts der Opferorgie seines Gegners die Übersicht und begeht einen entscheidenden Fehler. Nach 34. Kb1–a2 konnte er noch kämpfen, jetzt folgt dagegen Schachmatt in drei Zügen) Sb3–d2+ 35. Kb1–a2 Tf8–a8+ 36. Db5–a4 Ta8xa4 matt.

## Denksportaufgaben

Back from the Klondike

Eines seiner bekanntesten Puzzles ist Back from the Klondike (Zurück von Klondike), das erstmals am 24. April 1898 im New York Journal and Advertiser erschien.
Ausgehend von dem mit einem Herz gekennzeichneten Feld in der Mitte, zieht man jeweils so viele Felder, wie auf dem Ausgangsfeld angegeben ist. Man kann in acht Richtungen ziehen: horizontal, vertikal und diagonal. Ziel ist es, am Ende eines Zuges die Spielfeldbegrenzung um genau ein Feld zu überschreiten. Die Lösung ist in neun Zügen möglich.
Vom Holetite Pencil oder Knopfloch-Rätsel ist die Entstehungsgeschichte überliefert: Der Leiter der New York Life Insurance Company, John McCall, fragte Loyd, ob er ein Rätsel für die Versicherungsvertreter zu Werbezwecken entwerfen könne. Dieses Rätsel sollte mit einer Werbebotschaft in Erinnerung bleiben. Am nächsten Tag kam Loyd wieder zu McCall und brachte einen kleinen Stift mit, an dem an einem Ende durch ein Loch eine Kordel befestigt war. Diese bildete eine Schleife, die etwas kürzer als der Stift war. McCall fragte, wozu das gut sein solle, und Loyd nahm den Kragen von McCalls Mantel und zog den Stift durch ein Knopfloch und führte den Stift durch die Schlaufe am Stift. „Ich wette mit Ihnen um einen Dollar, dass sie den Stift nicht innerhalb einer halben Stunde rausbekommen, ohne die Kordel zu zerschneiden“ sagte Loyd. McCall versuchte eine halbe Stunde lang vergeblich, den Stift aus dem Knopfloch zu entfernen, und Loyd nahm den Dollar mit den Worten „Für eine 10.000-Dollar-Lebensversicherung nehme ich Ihnen das Ding wieder ab“ entgegen. McCall war sehr beeindruckt, und das Knopfloch-Rätsel (engl. Buttonhole Puzzle) wurde eines von Loyds bekanntesten Rätseln.
Ein weiteres bekanntes Rätsel namens Trick Donkeys war ähnlich einem Rätsel mit Hunden, das 1857 veröffentlicht wurde. Eine Zeichnung muss entlang gestrichelter Linien in drei Teile geschnitten werden. Zwei Teile zeigen gespiegelt jeweils einen Esel. Auf dem dritten Teil sind zwei Reiter zu sehen, die auf einem Teil des Eselleibs sitzen. Die Teile müssen so zusammengelegt werden, dass die beiden Reiter auf den Eseln sitzen. Es verkaufte sich angeblich mehr als eine Milliarde mal.
Weitere bekannte Rätsel waren Parchesi, Get Off the Earth und Pigs in Clover. Noch bevor er 20 Jahre alt war, hatte Loyd einige sehr bekannte Rätsel veröffentlicht.
Loyd behauptete ab 1891, auch das 15-Puzzle entwickelt zu haben, was jedoch später widerlegt wurde. Loyd behauptete außerdem, dass er das sogenannte Schachbrett-Paradoxon 1858 auf dem Weltschachkongress vorgestellt hätte.

## Privates
Loyd war das jüngste von acht Kindern, seine Brüder Thomas und vor allem Isaac haben ebenfalls Schachaufgaben komponiert. Seine Mutter war eine Kusine des Porträtmalers John Singer Sargent. Einer von Loyds Vorfahren war Gouverneur von Pennsylvania.
Nach einer Ausbildung zum Ziviltechniker erhielt Loyd von der Stadt New York City eine Lizenz als Dampf- und Maschineningenieur. Er handelte an der Wall Street, wobei er jedoch keine Risikogeschäfte einging.

## Werke
- Chess strategy, a treatise upon the art of problem composition (1878)
- Sam Loyd’s Puzzles (1912)
- Sam Loyd’s Cyclopedia of 5000 Puzzles, Tricks, and Conundrums (with Answers) (1914), Online-Version